# Mauser 1918 T-Gewehr
El fusell antitanc Mauser 13,2 mm, normalment abreviat com a T-Gewehr, va ser el primer fusel antitanc.

## Història

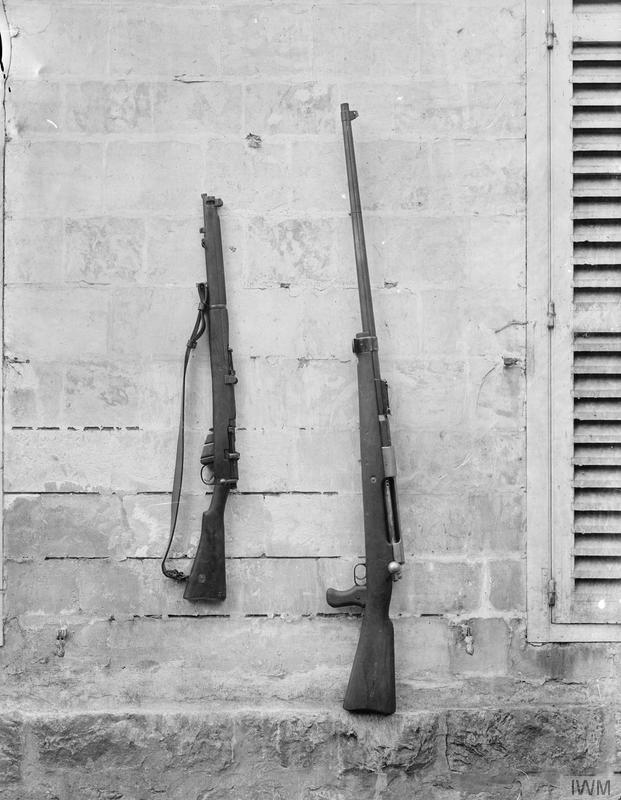
Un T-Gewehr comparat amb un Lee-Enfield britànic.

Durant la Primera Guerra Mundial, en estat estàtic, s'intentava trencar el front i avançar a través de les línies enemigues. Per això, es van crear els vehicles blindats, i com a resposta per aquests, es van començar a crear les primers armes antitanc i les bales AP (Alta Penetració). Per això, en l'inici, es van utilitzar les armes per caçar elefants de les colònies africanes que tenia Anglaterra i alemanya. La primera vegada en utilitzar tancs, va ser per part dels britànics a la batalla de Flers–Courcelette en setembre de 1916 i van ser seguits pels francesos.
El juny de 1917, l'exèrcit alemany, es va enfrontar als tancs Mark IV, i es van donar compte que la munició estàndard AP de 7,92mm (bales K) no era efectiva contra aquells tancs. Això va fer que l'exèrcit alemany necessités una nova arma de gran calibre, portable i capaç de penetrar a aquells tancs. La companyia Mauser, va crear el 13mm T-Gewehr i va començar la seva producció en cadena a Oberndorf am Neckar en maig de 1918. La primera andanada d'aquestes armes, va ser enviada a regiments especialitzats en destrucció de tancs.

## Càrrega
El rifle era una arma d'un sol tret, que s'havia de carregar un cop s'havia disparat aquesta bala. L'arma tenia un bípode, un gallet, però no tenia cap sistema per reduir el retrocés. A més a més també disposava d'una mira en forma de V, que permetia fer un tret precís entre 100 i 500 metres. El rifle havia de ser utilitzat per 2 operaris, l'operari de l'arma i el que transportava la munició. A més a més per culpa de l'espectacular retrocés que tenia, l'arma estava dissenyada per ser disparada des d'una posició estàtica.

## Munició

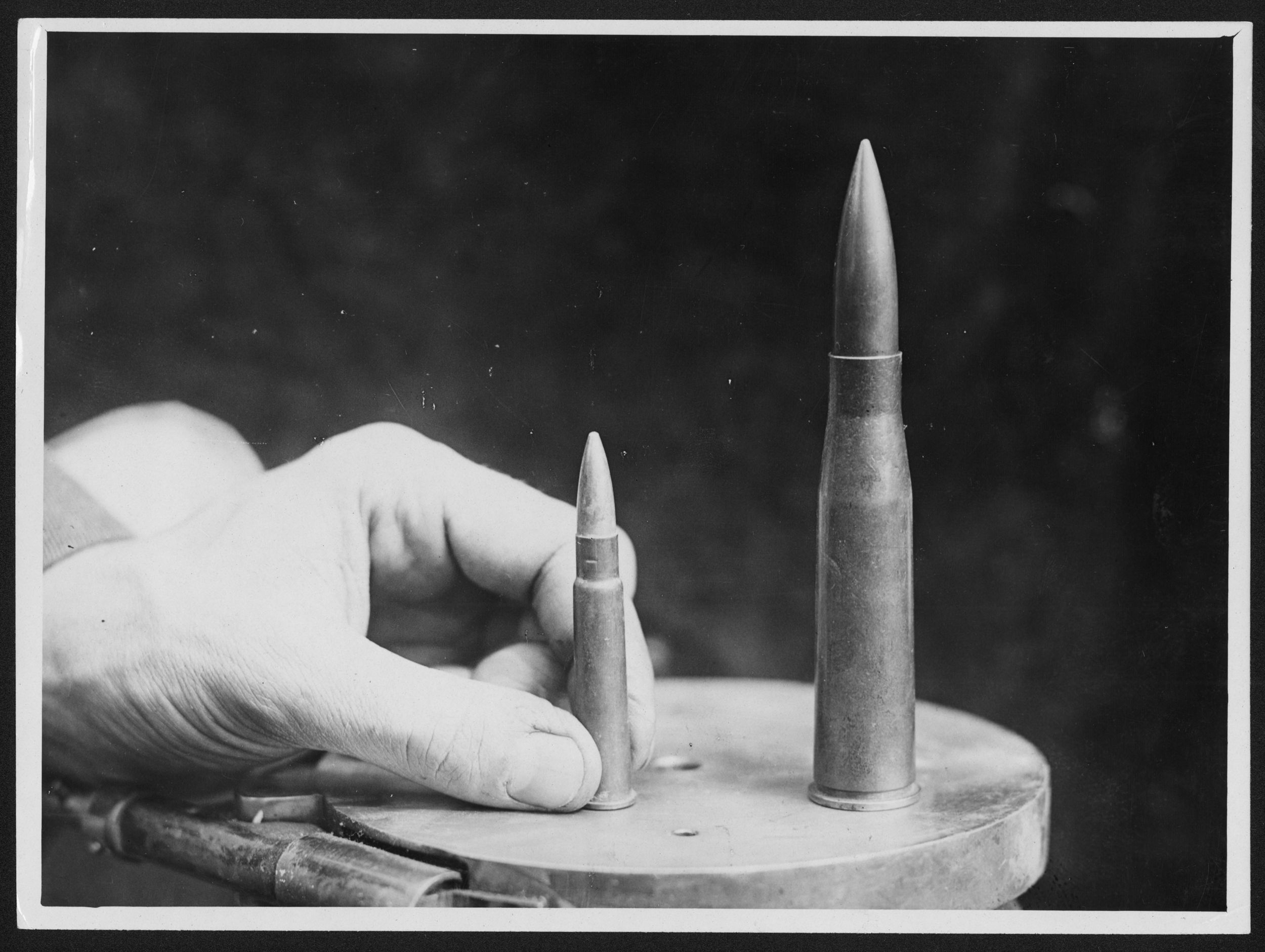
Comparació d'una bala britànica amb una del T-Gewehr.

La munició de 13,2 mm TuF, va ser planejada per utilitzar-la amb la Mg 18, que va ser desenvolupada durant 1918, i es va planejar posar-la en servei en 1919. Es va utilitzar però en poques quantitats.